# Sohl (Bad Elster)

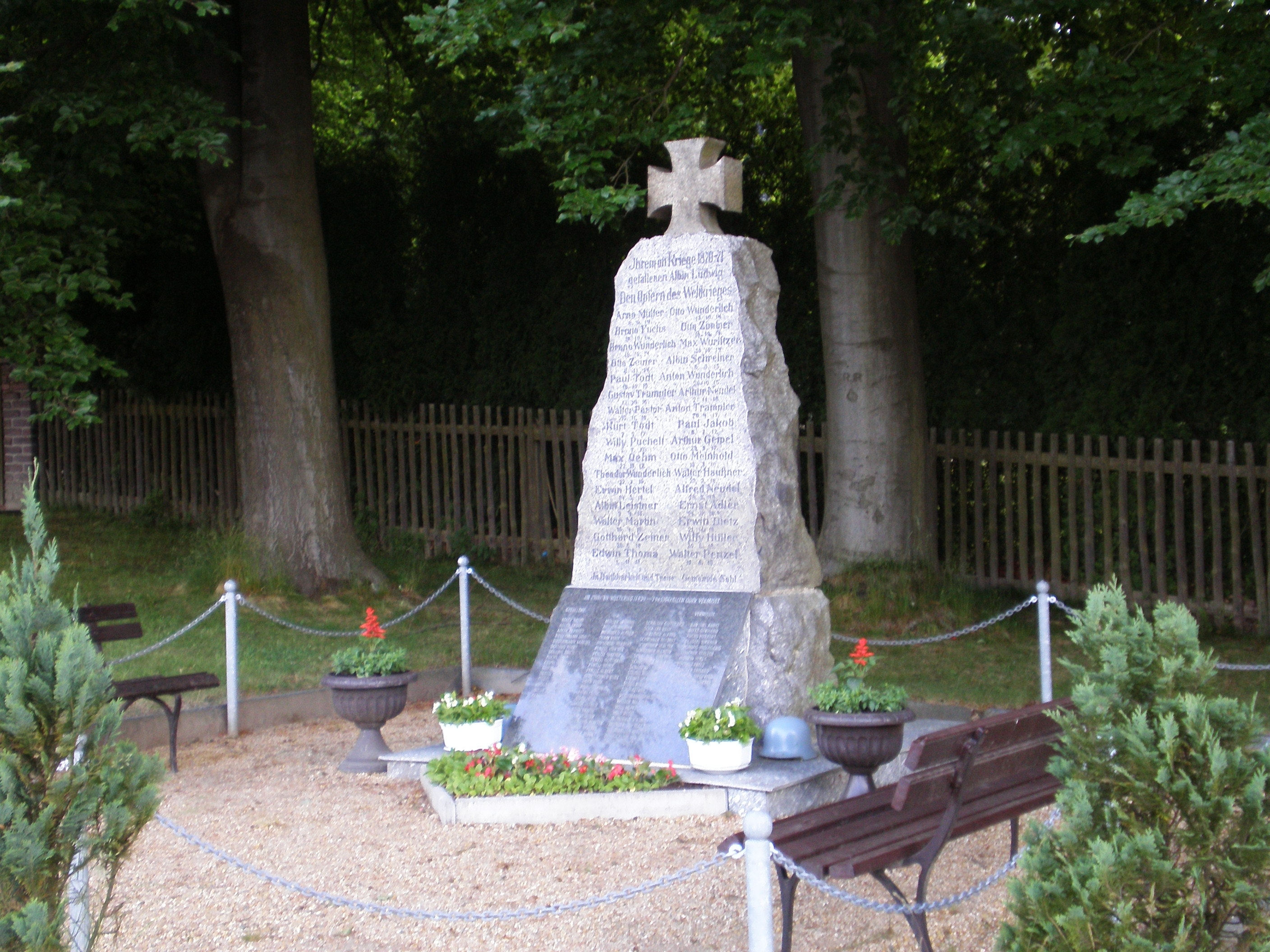
Kriegerdenkmal in Sohl.

Sohl ist ein Ortsteil der Stadt Bad Elster im Vogtlandkreis in Sachsen.

## Lage
Sohl liegt am Osthang des Elstergebirges in etwa 550–600 m über dem Meeresspiegel, im Dreiländereck zwischen Tschechien, Bayern und Sachsen.

## Geschichte

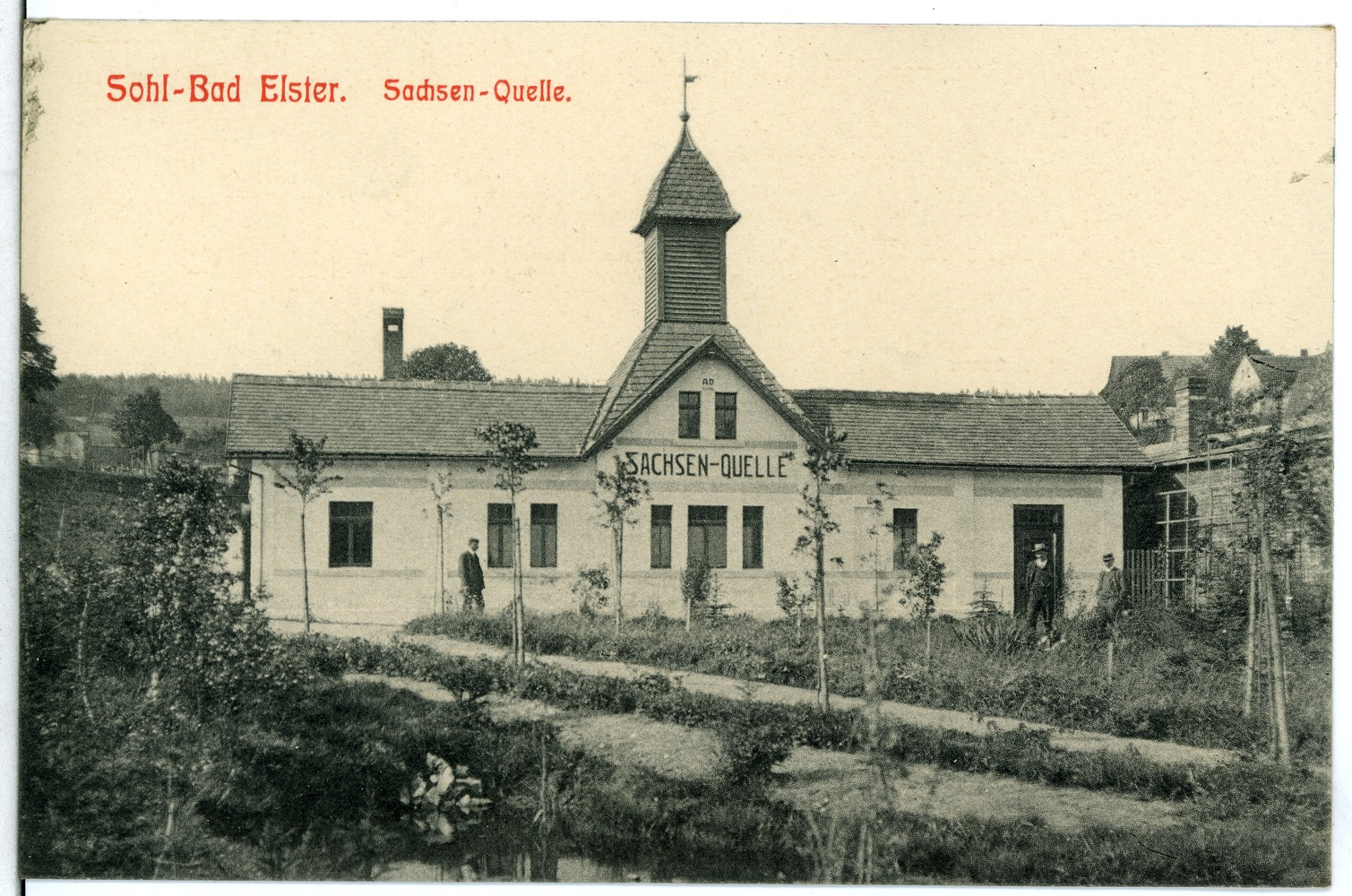
Sohlbad – Sachsenquelle (1910)

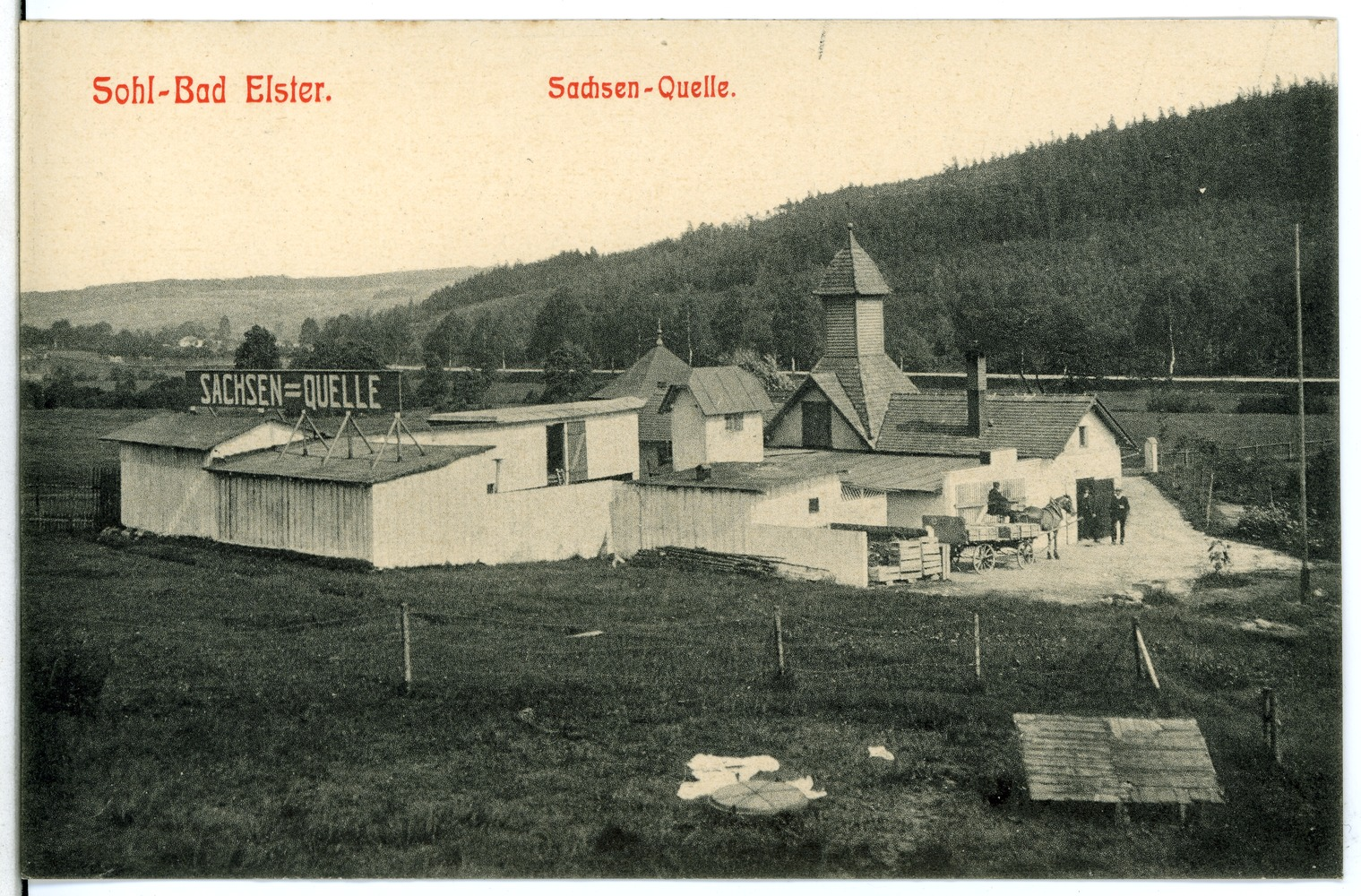
Sohlbad – Sachsenquelle (1910)

### Überblick
Die erste urkundliche Erwähnung „an der Sol“ wird aus dem Jahre 1412 dokumentiert. Der Ort gehörte bis ins 19. Jahrhundert zum Amt Voigtsberg. Bei einer Einwohnerzählung im Jahr 1834 stellte man 556 Einwohner fest.
Zu diesem Zeitpunkt lag die Häusleransiedlung noch unter der Verwaltung der Jugelsburger Gutsherrschaft. Erst in Folge der am 1. Mai 1839 in Kraft getretenen Sächsischen Landgemeindeordnung änderte sich der politische Status von Sohl. Am 31. Mai 1839 wurden der Gemeinderat und der Gemeindeälteste in ihren öffentlichen Ämtern verpflichtet, was den Beginn der politischen Landgemeinde Sohl darstellt.
In den Jahren 1863–65 wurde eine eingleisige Bahnverbindung durch den Ort gelegt, dies war Teil des Eisenbahnbaus zwischen Plauen und Eger.
Am 30. Mai 1929 wurde die Freiwillige Feuerwehr Sohl gegründet.
Während der DDR-Zeit entwickelte sich der anerkannte Erholungsort wegen seiner damals (Schnellzug-Halt und Karlex aus Berlin bis Bad Elster) wie heute (Vogtlandbahn) guten Bahnanbindung mit eigenem Haltepunkt an der Bahnstrecke Plauen–Cheb, verkehrsgünstigen Erreichbarkeit über die Bundesstraße 92 von Plauen bis ins Böhmische Grenzland (Plauen-Eger), seiner Nähe zu Bad Elster und Bad Brambach sowie der starken Bewaldung und landschaftlichen Schönheit zum Teil eines Erholungs- und Urlaubsgebietes mit überregionaler Bedeutung. Noch heute lebt Sohl vorwiegend vom Tourismus mit Angeboten von Privatquartieren, Ferienwohnungen und Ferienhäusern für Urlaubszwecke und offene Badekuren in Bad Elster.
Der Ort ist heute mit der zweistündlichen StadtBus-Linie 94 des Verkehrsverbunds Vogtland an Bad Elster und Adorf angebunden.

### Eisenbahnhaltepunkt Sohl
Sohl bekam erst nach dem Zweiten Weltkrieg einen Eisenbahnhaltepunkt. Die Geschichte geht bis auf das Jahr 1913 zurück, als der Sohler Einwohner Erwin Wunderlich einen Antrag stellte, wonach an der Bahnstrecke für den Ort ein Haltepunkt errichtet werden solle. Die Gemeindeverwaltung unternahm mehrere Anläufe, um eine diesbezügliche Baugenehmigung zu erreichen. Die zuständigen Instanzen lehnten diese Gesuche insgesamt sechsmal ab. Als Begründungen wurden die als zumutbare Wegedistanz zwischen dem Bahnhof Bad Elster und dem Haltepunkt von Raun mit einer Streckenlänge von 5,27 Kilometern, dass ein Haltepunkt (Raun) auf dem Streckenabschnitt zwischen Bad Elster und Bad Brambach ausreichend sei, die ungünstigen Steigungsverhältnisse oder die geringe Bevölkerungsdichte des Oberen Vogtlandes angeführt. Im Mai 1945 wurde von der Gemeindevertretung das Anliegen erneut vorgetragen. Dessen Genehmigung erfolgte im Sommer 1948 und die Einweihung des Haltepunktes fand am 23. Oktober 1948 statt.

### Sohler Mineralwasser

Ehemaliger Standort des Sohler Sauerbrunnens.
Die Brunnen befinden sich geschützt unter Betonringen und werden gegenwärtig nicht genutzt.

Am 30. April 1538 erfolgt die erstmalige Erwähnung des „Sohler Säuerlings“, ein wohlschmeckendes natürliches Mineralwasser. Eine Verbreitung des Mineralwassers sollte bis zum 1. Mai 1909 dauern, als die „Sohler Mineralquellen GmbH“ ihren Betrieb aufnahm und mit dem Versand begann. Dieses Wasser ist der Hauptgrund dafür, dass der Name „Sohl“ auch überregional bekannt wurde.

## Entwicklung der Einwohnerzahl
| Jahr | Einwohnerzahl |
| ---- | ------------- |
| 1793 | 53 Häusler    |
| 1834 | 556           |
| 1871 | 704           |
| 1890 | 733           |

| Jahr | Einwohnerzahl |
| ---- | ------------- |
| 1910 | 832           |
| 1925 | 888           |
| 1939 | 892           |
| 1946 | 1091          |

| Jahr | Einwohnerzahl |
| ---- | ------------- |
| 1950 | 1020          |
| 1964 | 814           |
| 1964 | 656           |

## Persönlichkeiten
- Heinz Wosipiwo (* 1951), DDR-Skispringer, 2. Platz bei den Skiflug-Weltmeisterschaften 1972